# Amar Chadha-Patel

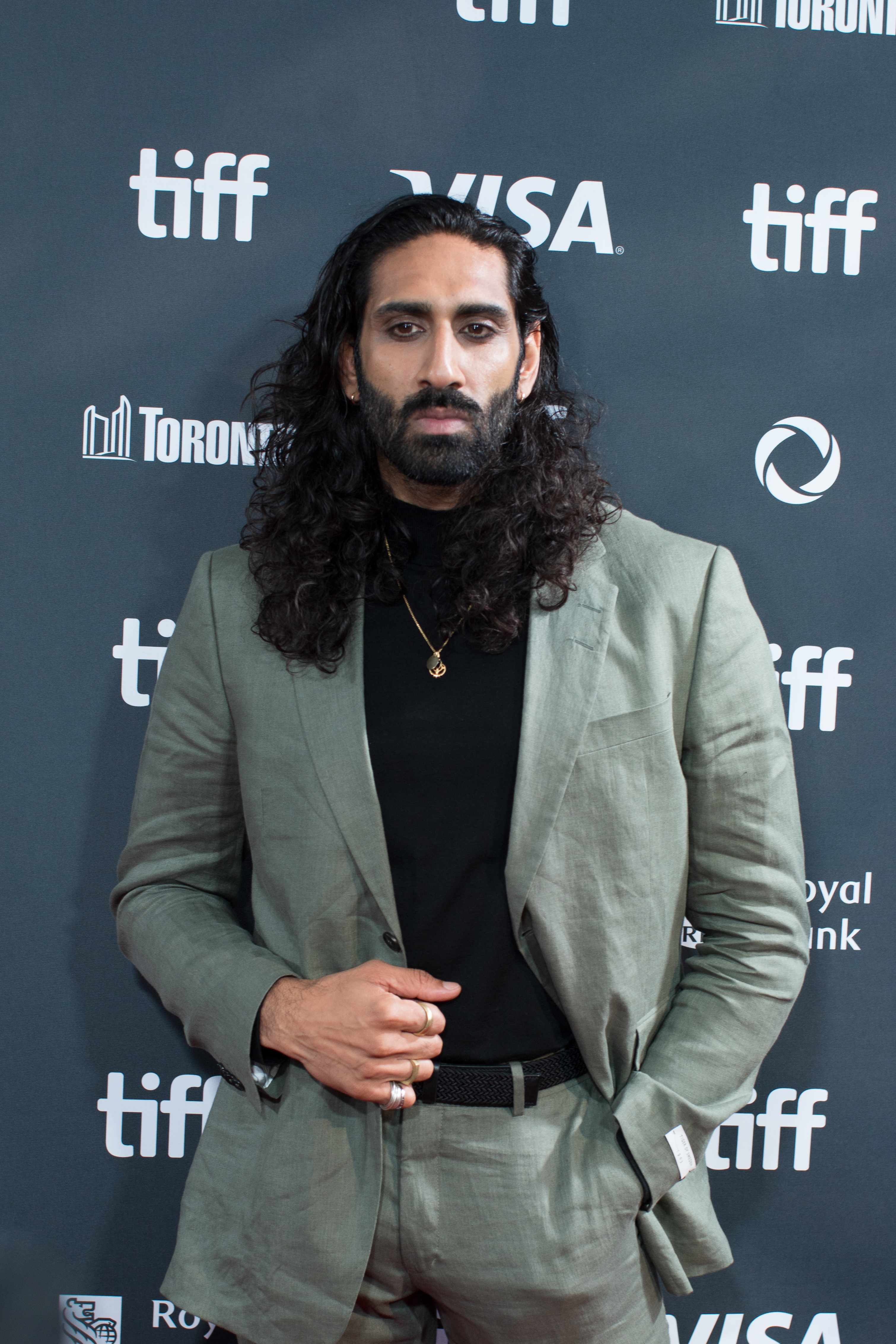
Amar Chadha-Patel beim Toronto International Film Festival 2024

Amar Chadha-Patel, manchmal gelistet mit dem Vornamen Amer, (* 3. Juni 1986 in London) ist ein britischer Schauspieler, Filmemacher und Musiker.

## Herkunft
Chadha-Patels Familie ist indischer Herkunft; er wurde in London geboren und großgezogen, wo seine Großeltern in einer pandschabischen Sikh-Gemeinde lebten.

## Karriere
Chadha-Patel bildete mit Kindheitsfreunden die Band Strong Asian Mothers, die 2016 ihre erste EP veröffentlichte. Als Regisseur drehte er Werbespots und Modekampagnen beispielsweise für ASOS, The Kooples, All Saints und L’Oréal.
Erst mit 29 Jahren entschied er sich für die Schauspielerei. Abgesehen von Kleinrollen hatte er daraufhin sein Filmdebüt 2016 in der Komödie Army of One. Sein Fernsehdebüt folgte 2019 in den beiden Serien Beecham House mit Tom Bateman und Year of the Rabbit. Einen internationalen Durchbruch erlangte er ab 2022 durch die Disney+-Fernsehserie Willow mit einer Hauptrolle als Kleinganove und Schatzsucher Thraxus Boorman, den er als Swashbuckler-Archetyp beschreibt. Dem folgten Hauptrollen in dem britischen Tennis-Drama Fifteen-Love 2023 und der Netflix-Serie The Decameron von 2024 als mittelalterlicher Arzt. Aufgrund seiner Größe, langen Haare und Muskeln wurde er in dieser Rolle als neuer Netflix-Schwarm und „TV’s sexiest new leading man“ rezipiert.

## Filmografie
- 2016: Army of One: Ein Mann auf göttlicher Mission (Army of One)
- 2019: Beecham House (Fernsehserie, 6 Episoden)
- 2019: Blinded by the Light
- 2019: Aladdin
- 2019: Year of the Rabbit (Fernsehserie, 5 Episoden)
- 2019: Doom: Die Vernichtung (Doom: Annihilation)
- 2020: The Windsors (Fernsehserie, 1 Episode)
- 2020: Flack (Fernsehserie, 1 Episode)
- 2020: The Third Day (Fernsehserie, 5 Episoden)
- 2021: Dashcam
- 2021: Sex Education (Fernsehserie, 1 Episode)
- 2021: Das Rad der Zeit (The Wheel of Time, Fernsehserie, 2 Episoden)
- 2022–2023: Willow (Fernsehserie, 8 Episoden)
- 2023: Slip (Fernsehserie, 4 Episoden)
- 2023: Fifteen-Love (Fernsehserie, 6 Episoden)
- 2023: The Creator
- 2024: The Decameron (Fernsehserie, 8 Episoden)
- 2024: Wilhelm Tell (William Tell)